# Bring Your Daughter... to the Slaughter
Bring Your Daughter... to the Slaughter - "Přiveďte svou dceru... na porážku" je druhý singl z alba Iron Maiden No Prayer for the Dying z roku 1990.
Píseň byla původně natočena a vydána Brucem Dickinsonem pro soundtrack na Nightmare na Elm Street 5: The Dream Child, ale Stevovi Harrisovi se líbila, takže ji Iron Maiden upravili a znovu nahráli. Je to jediný singl kapely k dnešnímu dni, který se dostal na první místo žebříčku UK Singles Chart, přestože byl na BBC hrán velmi málo.

## Pozadí
V roce 1989, zatímco si Iron Maiden dávali pauzu od turné, Zomba požádal Dickinsona, aby napsal píseň pro Noční můru na Elm Street 5: The Dream Child. Dickinson se spojil s bývalým kytaristou Gillan (a budoucím kytaristou Iron Maiden) Janickem Gersem a nahrál píseň, o níž tvrdí, že ji napsal "asi za tři minuty" a projekt se rozrostl v album Tattooed Millionaire. Když Steve Harris slyšel dokončenou skladbu, rozhodl se, že to bude "skvělé pro Maiden" a přesvědčil Dickinsona, aby ho nezařadil do svého sólového alba.
Původní verze písně, která získala ocenění Zlatá malina za "Nejhorší originální píseň" v roce 1989, je podle Dickinsona "podstatně odlišná od verze Iron Maiden", vysvětluje, že "uspořádání je totožné, ale ta moje je více... upnutá". Dickinsonova originální verze byla zařazena na druhý disk alba The Best of Bruce Dickinson v roce 2001.
Bruce Dickinson uvedl: "Budeme to uvolňovat jako singl na Štědrý večer, abychom vyděsili Cliffa Richarda." To vedlo k tomu, že se skladba soutěžila s "Spasitelovým dnem" Cliffa Richarda pro vánoční skladbu číslo jedna v roce 1990, ale kvůli tomu, že byla oficiálně vydána až týden před Vánoci, šel rovnou na číslo jedna na britském Singles Chartu 30. prosince 1990. Toto bylo navzdory zákazu BBC, která odmítla hrát skladbu na Rádiu 1 a ukázal pouze 90 sekundový živý klip pro Top of the Pops. B-side pokrývají verze "I'm a Mover" (původně od skupiny Free) a "Communication Breakdown" od Led Zeppelin.
Kromě standardních edic 7 "a 12" byl singl také vydán jako speciální edice 7 "flip-top "brain pack " vydání.
Videoklip obsahuje záběry z The City of the Dead / Horror Hotel (John Llewellyn Moxey, 1960).
Stejně jako většina písní z alba No Prayer for the Dying, "Přiveďte svou dceru na porážku", byla zřídka hrána živě po doprovodném turné "No Prayer on the Road", kdy ji skupina hrála pouze ve vybraných termínech v letech 1992, 1993 a 2003 .

## Popis alba
Album pro Velkou Británii
1."Bring Your Daugther... to the Slaughter" (Bruce Dickinson) - 4:42 (7 "& 12")
2."i'm a Mover" (Andy Fraser, Paul Rodgers, Free Cover) - 3:26 (7 "& 12")
3."Communication breakdown" (Jimmy Page, John Bonham, John Paul Jones, Led Zeppelin Cover) - 2:42 (12 ")

## Složení
Výrobní kredity jsou upraveny z 7 palcových vinylových, a obrazových obalů.
Iron Maiden
- Bruce Dickinson – zpěv
- Janick Gers – sólová kytara
- Dave Murray – doprovodná kytara, doprovodná a sólová kytara ve 2. a 3. skladbě
- Steve Harris – basová kytara
- Nicko McBrain – bicí

Producenti
- Martin Birch – producent, míchání
- Derek Riggs – ilustrace na přebalu
- Ross Halfin – fotografie